# Euploea leaina
Euploea leaina är en fjärilsart som beskrevs av Hans Fruhstorfer 1904. Euploea leaina ingår i släktet Euploea och familjen praktfjärilar. Inga underarter finns listade i Catalogue of Life.